# Dolna Banja
Dolna Banja (in bulgaro Долна баня?) è un comune bulgaro situato nella Regione di Sofia di 4 924 abitanti (dati 2009). La sede comunale è nella località omonima.

## Località
Il comune è formato dall'unica località:
- Dolna Banja (sede comunale)